# リッキー・ロメロ (プロレスラー)
リッキー・ロメロ（"Rapid" Ricky Romero、本名：Enrique Gregory Romero、1931年5月24日 - 2006年1月15日）は、アメリカ合衆国のプロレスラー。カリフォルニア州サンバーナーディーノ出身。
スーパーメックス（SuperMex）の異名を持つメキシコ系アメリカ人のベビーフェイスとして、テキサス西部のアマリロ地区（NWAウエスタン・ステーツ・スポーツ）を主戦場に、同地区のブッカーも務めた。
インディアンのギミックで活躍したヤングブラッド3兄弟（ジェイ、マーク、クリス）の父親でもある。

## 来歴
学生時代は野球で活躍し、マイナーリーグからのオファーも受けていたが、それを断ってメキシコ人レスラーのディアブロ・ベラスコに師事、2年間のトレーニングを経て1952年にデビュー。地元カリフォルニア南部のロサンゼルス地区でキャリアを積んだ後、1950年代後半よりテキサス西部のアマリロ地区に進出。
以後、ドリー・ファンク・シニアとのコンビでNWA南西部タッグ王座を再三獲得、1962年10月18日にはフリッツ・フォン・エリック&ジン・キニスキーの強力チームを破って戴冠している。以降もアマリロに定着し、後にブッカー業務も兼任するなど、同地区のプロモーターだったファンク・シニアのリング内外におけるパートナーを務めた。
他地区では、1967年に古巣ロサンゼルスのWWAにてペドロ・モラレスとタッグを組み、2月10日にハードボイルド・ハガティ&エル・シェリーフ、6月にキラー・カール・コックス&マイク・デビアスを破り、WWA世界タッグ王座を2回獲得。同年9月には日本プロレスに初来日、9月29日に札幌中島スポーツセンターにおいて、ターザン・タイラーと組んでアントニオ猪木&吉村道明が保持していたアジアタッグ王座に挑戦している。1968年4月25日にはテキサス東部のダラス地区にて、ニック・ボックウィンクルと組んでクルトとカールのフォン・ブラウナー兄弟から同地区版のNWA世界タッグ王座を奪取した。
本拠地のアマリロではNWA北米ヘビー級王座を巡り、マイク・デビアス、ダッチ・サベージ、ドン・ジャーディン、パット・パターソンらと抗争。テリー・ファンクともタッグを組み、1969年にキム・イル&パク・ソンの韓国人チームとNWAウエスタン・ステーツ・タッグ王座を争っている。ドリー・ファンク・ジュニアのNWA世界ヘビー級王座にも何度となく挑戦しており、1970年1月12日のエルパソでの試合では60分時間切れ引き分けの死闘を演じた。
ロッキー・マウンテン・ヘビー級王者としても1970年代全般にわたって活躍、ニューメキシコ州アルバカーキを拠点に、ブル・ラモスやダスティ・ローデス、ハーリー・レイス、ゴードン・ネルソン、サイクロン・ネグロ、カール・フォン・スタイガーらと防衛戦を展開した。メキシコ系インディアンのラモスとは、アパッチ・ローハイド・マッチやインディアン・ストラップ・マッチなどのデスマッチで抗争を繰り広げた。1972年3月20日にはディック・マードックを破りテキサス・ブラスナックル王座を獲得、以降もボビー・ダンカンやキラー・カール・クラップなどのラフファイターを相手にタイトルを争った。
1973年1月、覆面レスラーのメヒコ・グランデ（Mexico Grande）に変身して全日本プロレスに来日。「アマリロ地区の番頭」「ファンク一家の参謀」として日本でも知名度があったにもかかわらず、以降も全日本プロレスには素顔で参戦することはなく、このギミックで通算3回来日した。1977年6月の最後の来日時には、アマリロでの対戦経験がある天龍源一郎の日本デビュー戦の相手を務めている（6月11日、世田谷区体育館にてマリオ・ミラノと組み、ジャイアント馬場&天龍と対戦）。
アマリロでは1976年2月27日、息子のシルバー・ストリークことスティーブン・ロメロ（ジェイ・ヤングブラッド）とのコンビでレオ・バーク&ザ・ビーストからNWAウエスタン・ステーツ・タッグ王座を奪取。1979年4月には全日本プロレスの高千穂明久をパートナーに、ミスター・サトー&ミスター・ポーゴを破って同王座への通算11回目の戴冠を果たした。アマリロ地区は19年代末にザ・ファンクスからディック・マードックとブラックジャック・マリガンに運営権が移行し、1981年にはロメロがマードック&マリガンの後任となったが、同年にNWAウエスタン・ステーツ・スポーツは活動を停止。
以降、太平洋岸北西部のパシフィック・ノースウエスト・レスリングや中西部のセントラル・ステーツ・レスリングなどを転戦。セントラル・ステーツ地区では1982年1月14日、エディ・ギルバートをパートナーにジェリー・ブラウン&ロン・マクファーレンからNWAセントラル・ステーツ・タッグ王座を奪取、これが最後のタイトル戴冠となり、翌1983年に引退した。
2006年1月15日、糖尿病による合併症のため74歳で死去。

## 得意技
- キャノンボール
- スリーパー・ホールド
- ドロップキック
- ダイビング・クロス・ボディ

## 獲得タイトル
NWAウエスタン・ステーツ・スポーツ
- NWA南西部タッグ王座：5回（w / ドリー・ファンク・シニア）[4]
- NWAテキサス・ブラスナックル王座：2回[14]
- NWAロッキー・マウンテン・ヘビー級王座：13回[11]
- NWAウエスタン・ステーツ・ヘビー級王座：5回[19]
- NWAウエスタン・ステーツ・タッグ王座：11回（w / ニック・コザック、テリー・ファンク×2、ロード・アルフレッド・ヘイズ、ムース・モロウスキー×2、ドリー・ファンク・ジュニア×3、シルバー・ストリーク、タカチホ）[8]
- NWA北米ヘビー級王座（アマリロ版）：3回[7]
- NWA北米タッグ王座（アマリロ版）：4回（w / ドリー・ファンク・ジュニア×2、ダン・ミラー×2）[20]
- NWA世界タッグ王座（アマリロ版）：1回（w / ニック・ボックウィンクル）[21]

セントラル・ステーツ・レスリング
- NWAセントラル・ステーツ・タッグ王座：1回（w / エディ・ギルバート）[18]

ワールドワイド・レスリング・アソシエーツ
- WWA世界タッグ王座：2回（w / ペドロ・モラレス）[5]